# Siergiej Nieczajew
Siergiej Nieczajew (ros. Сергей Геннадиевич Нечаев, ur. 2 października 1847, zm. 3 grudnia 1882) – rosyjski rewolucjonista, pochodził z rodziny mieszczańskiej. Był uczestnikiem ruchów studenckich.
W 1869 roku poznał na emigracji Michaiła Bakunina i zdobył jego poparcie dla nieistniejącej, a wymyślonej przez Nieczajewa rosyjskiej organizacji rewolucyjnej. Po powrocie do kraju założył organizację o nazwie „Zemsta Ludu”, która została wykryta po zamordowaniu przez samego Nieczajewa studenta Iwana Iwanowa (20/21 XI 1869). Sam założyciel uciekł znów do Szwajcarii, skąd po krótkim czasie został porwany przez carskich agentów, przewieziony do Rosji i skazany na dwadzieścia lat katorgi. Wyrok zmienił car Aleksander II dopisując na sentencji wyroku: „na zawsze w twierdzy”. Zmarł w Twierdzy Pietropawłowskiej.
Stał się pierwowzorem postaci Piotra Stiepanowicza Wierchowieńskiego w powieści Fiodora Dostojewskiego pt. Biesy. Występuje jako postać drugoplanowa w powieści Johna Maxwella Coetzee Mistrz z Petersburga, opisującej fikcyjny epizod z życia Fiodora Dostojewskiego. Pojawia się także w powieści Stanisława Brzozowskiego zatytułowanej Płomienie (1908).
Jest autorem słynnego Katechizmu rewolucjonisty.